# Hrabstwo Butler (Alabama)

Piramida wieku hrabstwa

Hrabstwo Butler – hrabstwo położone w USA w stanie Alabama z siedzibą w mieście Greenville. Założone 13 grudnia 1819 roku.

## Miasta
- Georgiana
- Greenville
- McKenzie

## Sąsiednie Hrabstwa
- Hrabstwo Lowndes
- Hrabstwo Crenshaw
- Hrabstwo Covington
- Hrabstwo Conecuh
- Hrabstwo Monroe
- Hrabstwo Wilcox

## Drogi główne
- Interstate 65
- U.S. Highway 31
- State Route 10
- State Route 106